# Piquenique

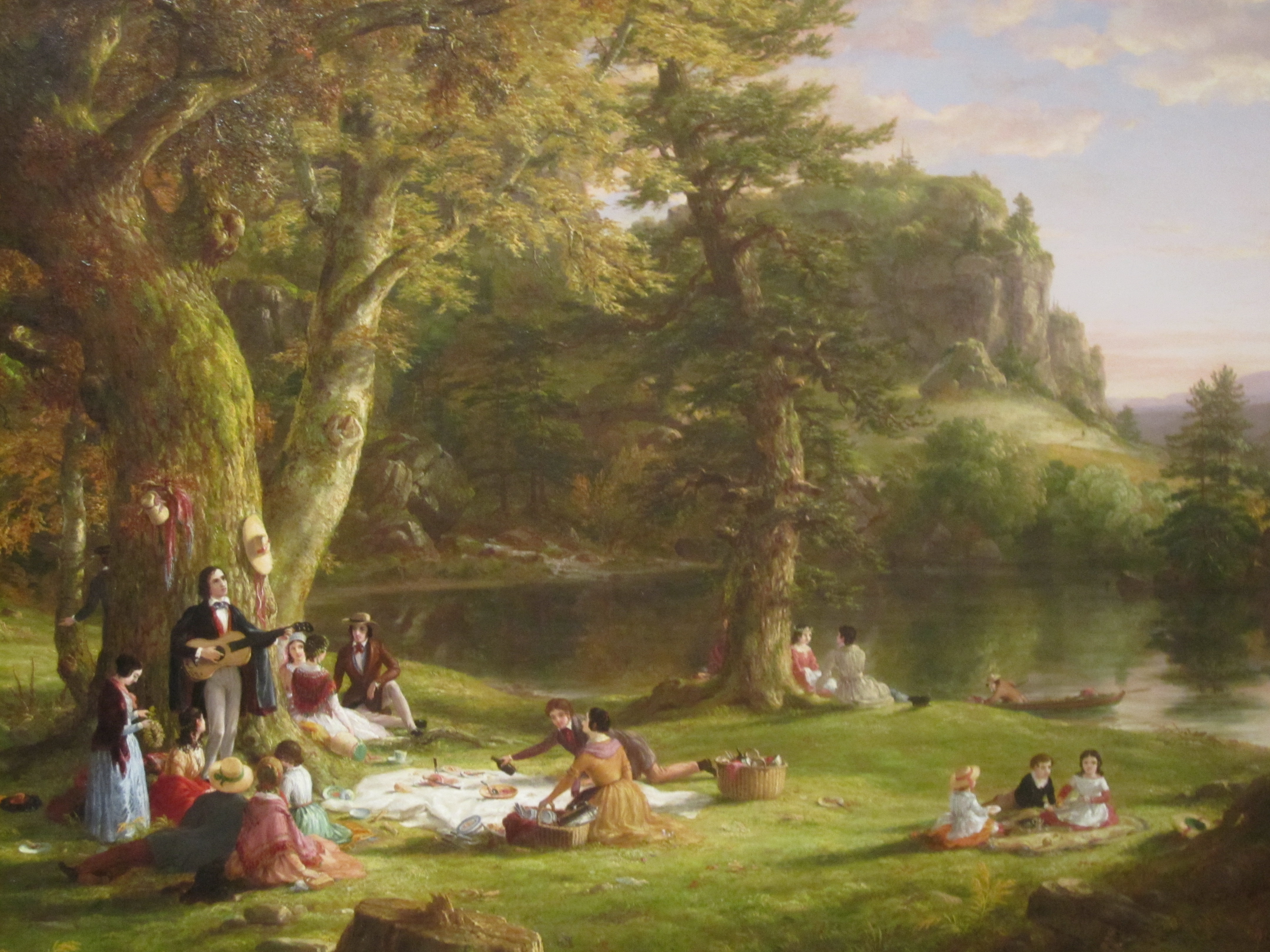
O quadro "The Picnic", por Thomas Cole.

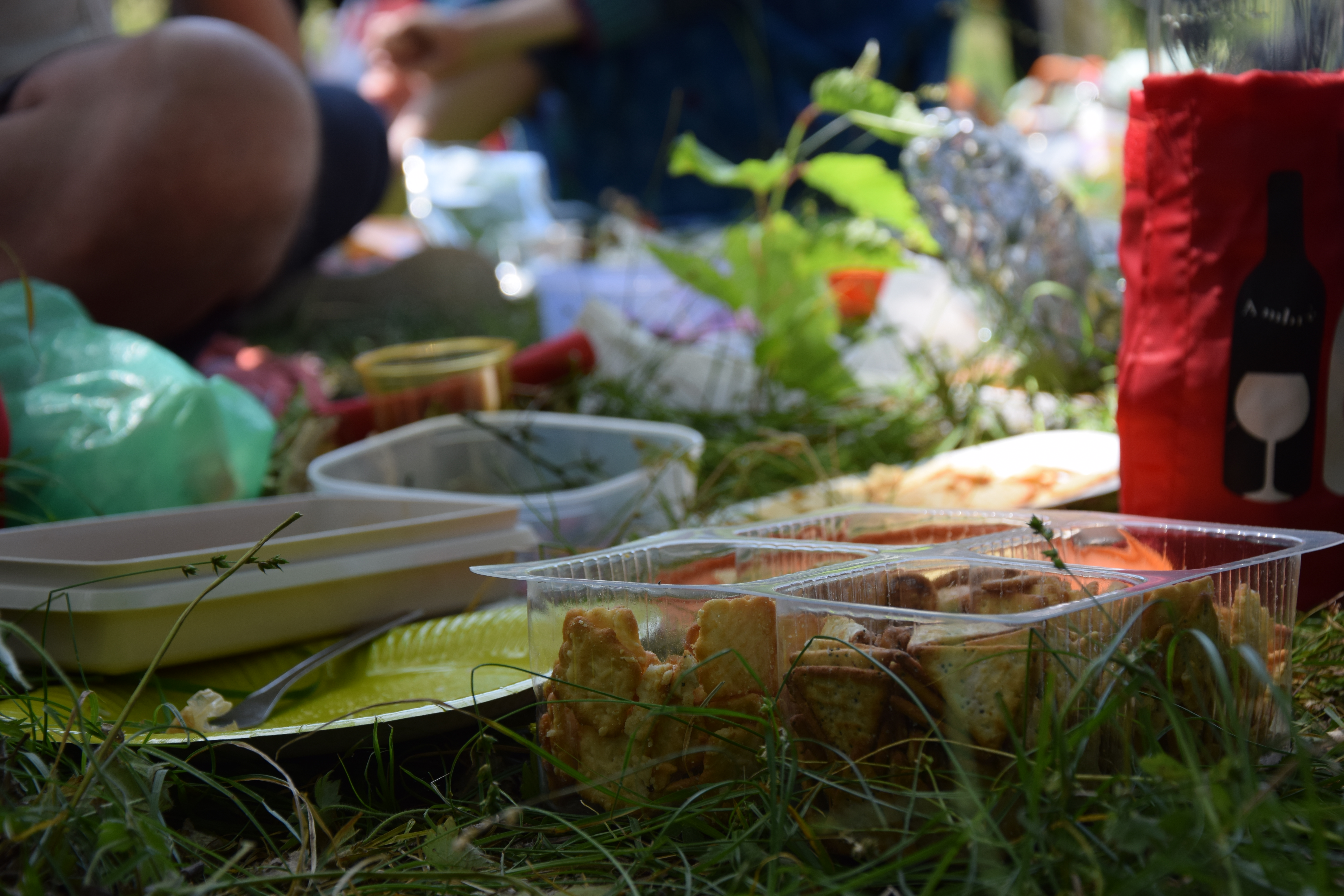
Um piquenique em Paris, em 2005.

Um convescote, piquenique (do francês pique-nique) ou picnic (do inglês de mesma grafia) é uma atividade de entretenimento que consiste na realização de uma refeição ao ar livre, como um lanche ou almoço. O termo está associado a uma atividade idílica, simples ou mesmo romântica. Geralmente os lugares escolhidos são áreas verdes de campos, florestas e parques, para usufruir do contato com a natureza e a vida selvagem. É uma prática muito difundida na América do Norte, Europa, Oceania e Japão.
O Oxford English Dictionary define um piquenique como um evento social de lazer em que cada pessoa presente contribui com uma parcela das provisões. Um lazer festivo incluindo uma excursão a um ponto, geralmente no campo, onde a refeição é consumida ao ar livre. O piquenique evoca o ato de compartilhar e a convivialidade, hoje associados ao lazer, mas outrora ligado aos trabalhos coletivos realizados ao ar livre. O hábito pode ser uma reminiscência ainda mais antiga, remontando aos primórdios dos seres humanos, quando o ato de comer era sempre uma atividade nômada.

## Etimologia
A palavra piquenique tem origem no francês pique-nique, no século XVII. Ela aparece pela primeira vez na edição de 1649 do livro Les charmants effets des barricades, para designar uma refeição convivial ao ar livre. A expressão passou a ser utilizada pela sociedade erudita parisiense da época, de modo que o termo foi incluso na edição de 1694 do livro Dictionnaire du Etymologique de la langue François, do linguista Gilles Menage. A palavra « pique » (correspondente ao inglês pick) vem do verbo piquer, pegar pequenas porções, ciscar, inspirado pelos galináceos que ciscam pequenas porções. Já « nique » designa uma coisa pequena. A justaposição das duas palavras resultaria na ideia de petiscar, ampliada para o conceito de refeição convivial em um espaço exterior. A palavra aparece na língua inglesa pela primeira vez em uma carta de Lord Chesterfield de 1748 (OED), num contexto de uma reunião de conversação, jogos de cartas e consumo de bebidas, ou um simpósio amigável.
Textos espúrios que circulam pelas redes sociais da Internet frequentemente alegam que a expressão seria originária do idioma inglês "Pick a nigger", derivada das antigas reuniões da aristocracia escravocrata do sul dos Estados Unidos, de caráter festivo e convivial, que incluíam refeições coletivas, onde escravos negros eram negociados, e por vezes linchados, entretanto mesmo que tais reuniões acontecessem de fato, essa alegação não passa de uma lenda urbana.

## História

### Antiguidade
O hábito de se realizarem refeições ao ar livre, dentro de sociedades civilizadas, remontam o próprio advento da civilização. Os antigos babilônios realizavam refeições ao ar livre fora das cidades, juntamente do rei e de sacerdotes, durante as comemorações do ano novo. Essa refeição possuía um caráter ritualístico, mas também festivo.
Entre os antigos gregos, rituais, sacrifícios e celebrações nas imediações dos templos eram acompanhadas de refeições festivas ao ar livre, que incluíam a preparação dos alimentos no local. 
Os romanos eram grandes entusiastas de refeições festivas ao ar livre. Existia o costume de se organizarem refeições próximas das sepulturas de antepassados , assim como em reuniões de caça, onde os serviçais preparavam a refeição no próprio local, a partir de animais recém abatidos pelos mestres. A literatura romana está repleta de referências à encontros nos limites da cidade, em gramados ou nas praias, onde as pessoas comuns realizavam banquetes e relaxavam. Séneca descreve na obra Cartas morais para Lucilius, que as refeições no campo, ao ar livre, onde o homem comum pode comer, conversar e escrever, são um dos maiores prazeres da vida.

### Idade Média

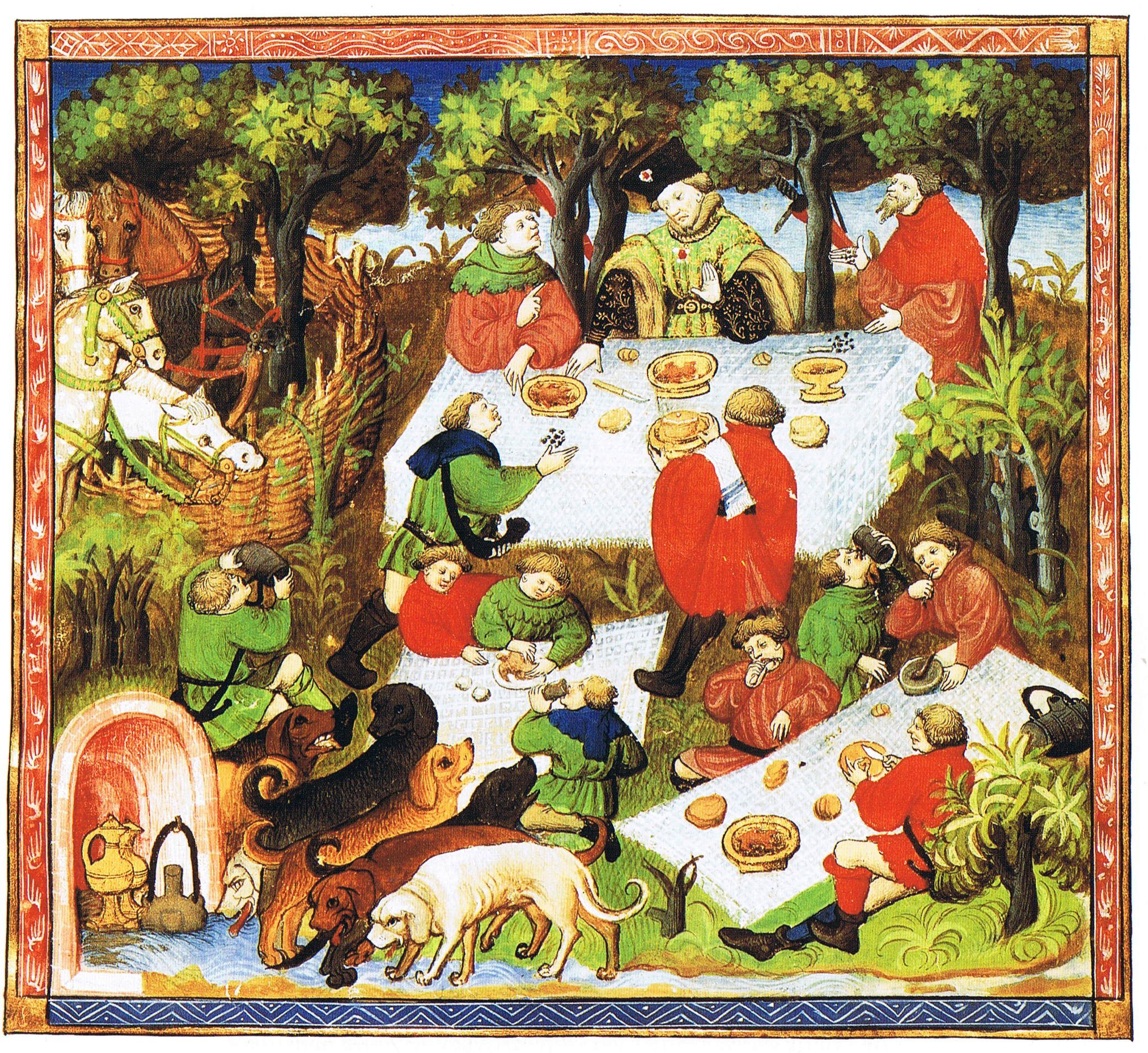
Iluminura representando um Piquenique de nobres na idade média

Na idade média, os nobres em caçadas, ou em viagens, realizavam refeições festivas ao ar livre, à moda dos antigos romanos. Gaston de Foiz, escritor francês, em um livro intitulado Le Livre de chasse (1387), descreve em detalhe tais eventos na França medieval. No século XIV tais eventos eram também similares na Inglaterra, onde se consumiam carnes curadas, assados e pães. A expressão "colocar a mesa" tinha um sentido literal, pois colocava-se uma tábua apoiada em cavaletes para que os nobres pudessem comer em meio da natureza.
Ainda durante a idade média, viajantes europeus que visitavam regiões dominadas pelo Islamismo descreviam a presença do habito de realizar piqueniques em pomares e jardins. No Egito a realização de piqueniques durante a chegada da primavera era uma tradição muito antiga e remonta o culto à Osíris, tendo sido retomada pelo calendário copta. Na Síria, desde o seculo XIII, as festas da primavera consistiam em piqueniques fora da cidade, havendo também a função de encontros discretos entre jovens pretendentes ao casamento. 

### Idade Moderna e Contemporânea

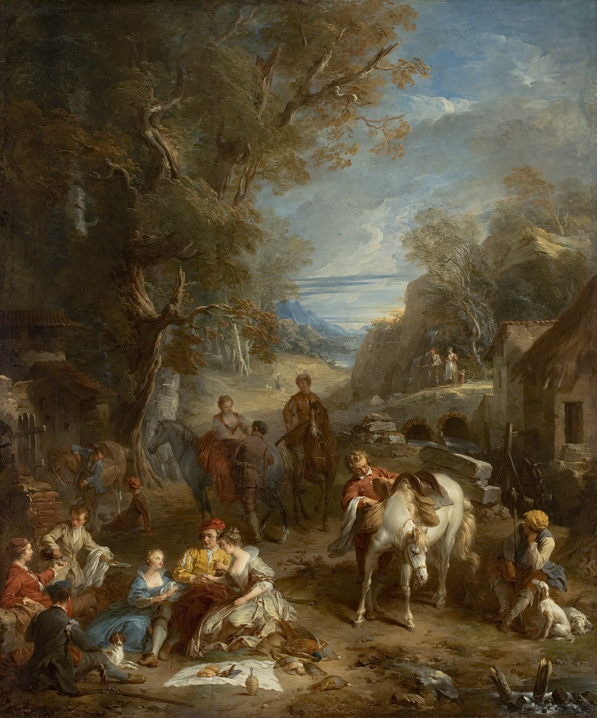
François Lemoyne - piquenique durante a caçada, século XVII

Essa pode ser considerada a era de ouro dos piqueniques, onde ele assume o significado clássico ao qual se associa o termo, isto é, uma refeição, habitualmente comunal, ao ar livre, durante uma escapada, antítese da rotina social estabelecida, sem restrições de horários, podendo abranger também atividades recreacionais. O fenômeno coincide na Europa Ocidental com a gradual passagem da vida campestre e pastoral para um contexto progressivamente mais urbano com o declínio das vilas em favor dos grandes centros populacionais. Passa a haver uma necessidade social do homem urbano de reencontro com o campo, ou com fac-símiles do campo como parques e áreas gramadas ou mesmo um pequeno bosque urbano.
Em todo continente, a prática se tornava progressivamente popular entre a nobreza e a aristocracia do século XVII. Merénda em italiano, Merienda em espanhol, pique nique em francês, Picknick em alemão, ou picnic em inglês, o hábito se universaliza com seu caráter simbólico. Sabe-se que em uma tarde, em 1654, Oliver Cromwell, Lord protetor da Inglaterra, realizou um piquenique nas gramas do Hyde Park. Alguns nobres transformavam os piqueniques em verdadeiros jantares de gala com porcelanas, pratarias e orquestra.

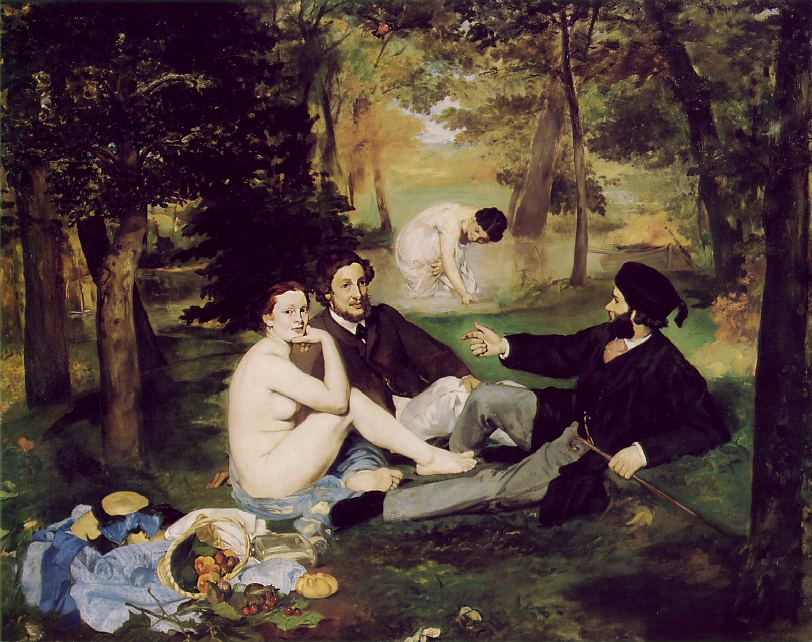
Manet - Le Déjeuner sur l'Herbe, 1863

A partir do século XVIII, o pensamento iluminista ajuda a trazer a prática para as demais camadas da sociedade. Jean-Jacques Rousseau teorizava sobre os benefícios da proximidade e intimidade do ser humano com a natureza: o homem-animal reconquista seu universo através do contato com a natureza. Ele próprio era um adepto da prática do piquenique. Com o advento da Revolução Francesa, os parques reais tornam-se abertos ao público pela primeira vez. O piquenique se torna então uma atividade bastante comum em Paris, e com a progressiva ascensão burguesa por toda Europa, o hábito irá se enraizar profundamente entre os costumes desta classe social. O piquenique se institucionaliza, e se espalha para as Américas. Surgem sociedades de piqueniques na Inglaterra, e o hábito passa a ser tema de pinturas e livros.
No século XIX diversos fenômenos colaboram com o apogeu do estabelecimento social da prática do piquenique: o naturalismo e a "sacralização" dos hábitos bucólicos, assim como o pensamento higienista, colocam a prática ainda mais em evidência. A corrente impressionista da pintura, e a literatura (Émile Zola, Guy de Maupassant, Stendhal, Charles Dickens) celebram o piquenique. Na medida que as cidades iam criando mais barreiras em relação ao campo, mais pessoas estavam dispostas a fazer piqueniques.

## Características
Os piqueniques acontecem em espaços públicos próximos da natureza como parques, montanhas, bosques, praias, ou mesmo em áreas de repouso de auto-estradas, durante os meses mais quentes do ano, sobretudo no hemisfério norte. A refeição tem como base comidas de fácil preparo e transporte (sanduíches, frutas, ovos cozidos, biscoitos), além de bebidas. Deve-se evitar produtos perecíveis. Tradicionalmente, os alimentos são transportados até o sítio do evento dentro de uma cesta ou samburá, e são dispostos em um lençol apropriado (geralmente com motivos de estampa xadrez) sobre o solo, em torno dos quais os comensais se alojam. Existem também locais públicos que já contam com mesas de piquenique. Variações do cardápio podem incluir pratos preparados ou quentes, e que variam segundo a cultura e as preferências locais. Uma possibilidade é que os pratos sejam preparados no local do piquenique, como é o caso do churrasco, bastante popular em eventos festivos do Brasil e do cone sul.
Atividades de lazer são frequentes em piqueniques, e podem incluir jogos com bolas, nado, jogo de peteca, frisbee, pipas, jogos de cartas e atividades lúdicas e musicais.

## Galeria

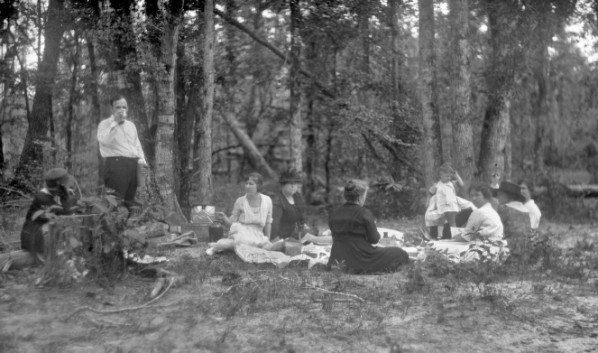
Piquenique na primeira metade do século XX, nos EUA.
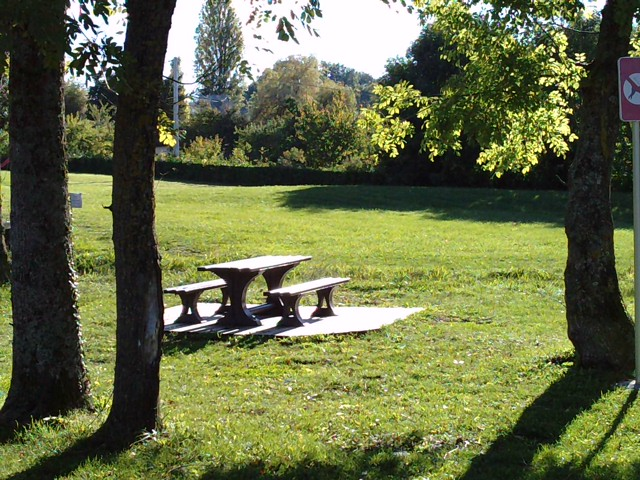
Mesa de piquenique em um Parque na França
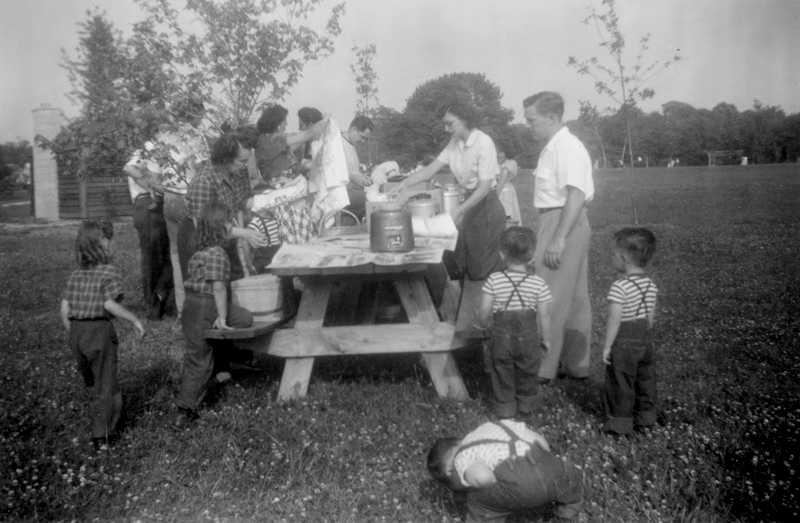
Piquenique em Ohio, anos 50
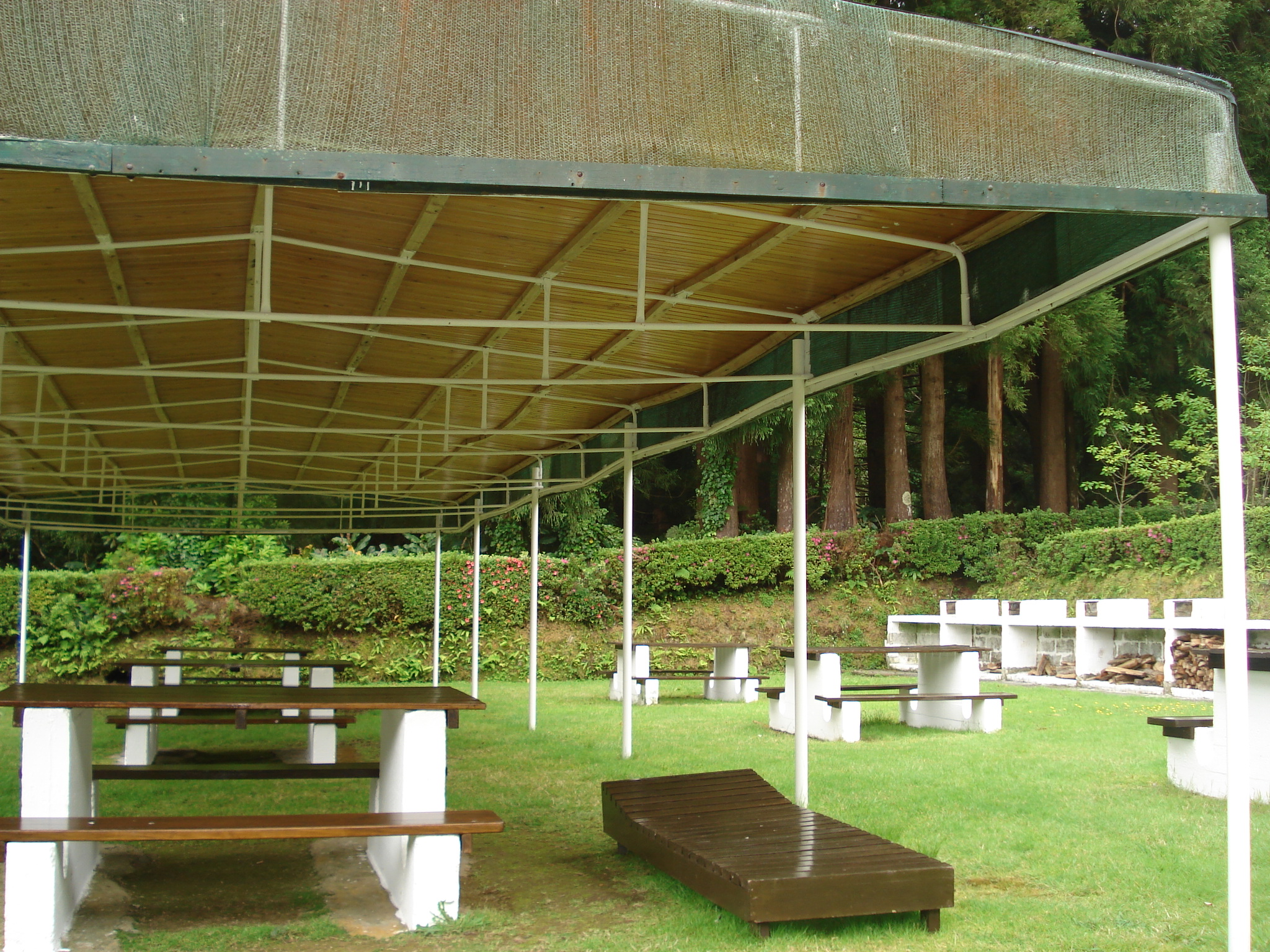
Área de piquenique em um parque português
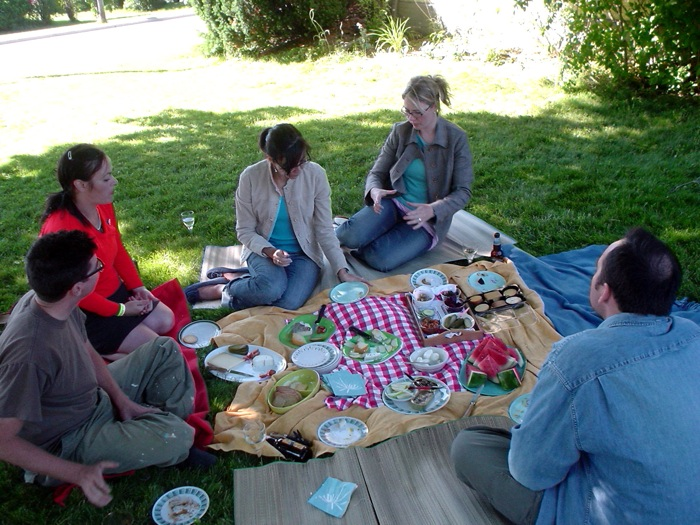
Piquenique em Toronto, Canadá.